# 布奧赫瑟山

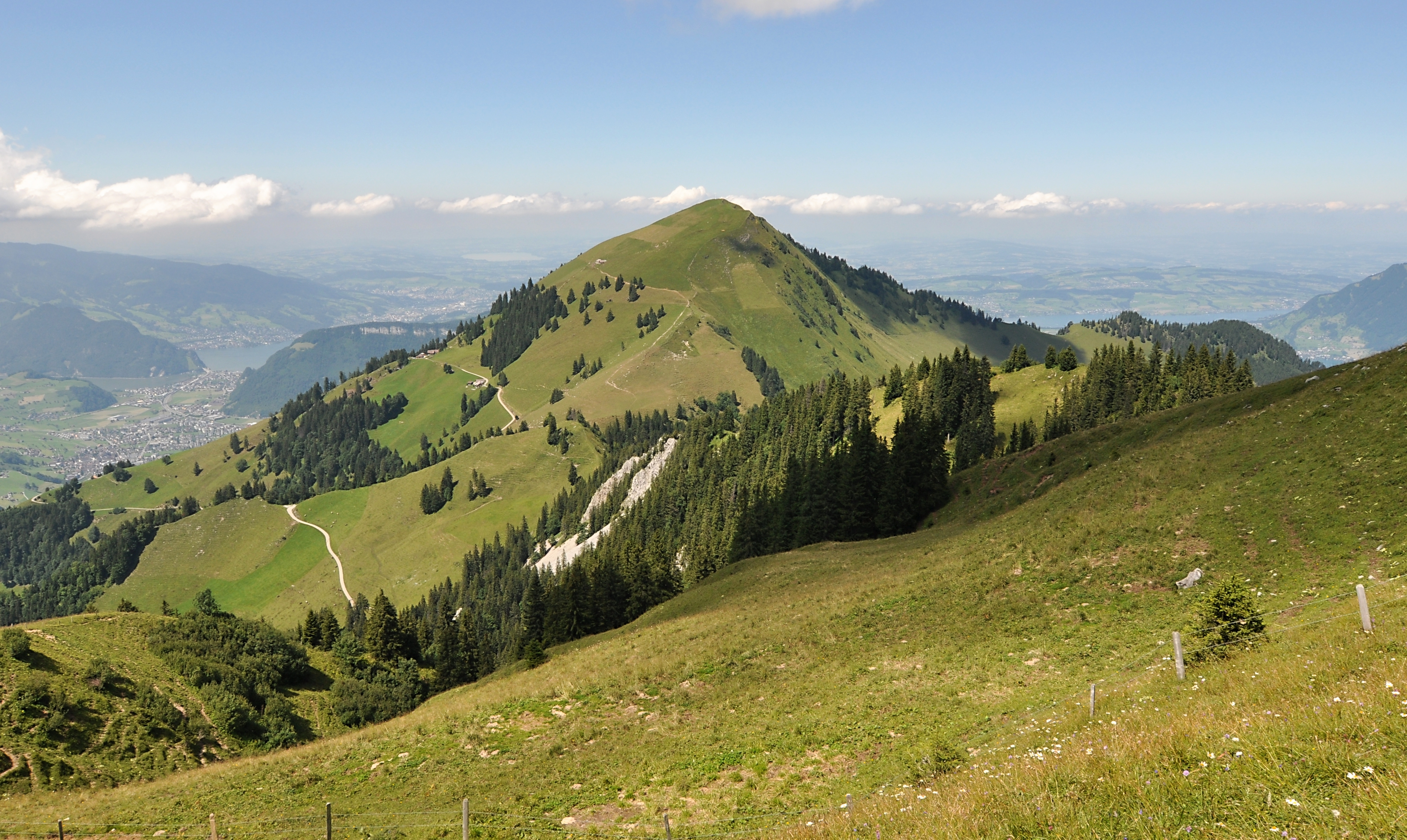

46°56′44″N 8°25′43″E / 46.94556°N 8.42861°E
布奧赫瑟山（德語：Buochserhorn），是瑞士的山峰，位於該國中部，由下瓦爾登州負責管轄，屬於烏里山的一部分，距離欣貝格山4.3公里，海拔高度1,806米，每年平均降雨量2,465毫米。